# Cavallermaggiore
Cavallermaggiore es una localidad y comune italiana de la provincia de Cuneo, región de Piamonte, con 5.296 habitantes.
Está hermanada con la ciudad de San Jorge (Santa Fe) porque muchos residentes italianos se trasladaron a San Jorge entre 1800 y 1900.

## Evolución demográfica
| Gráfica de evolución demográfica de Cavallermaggiore entre 1861 y 2001 |
|                                                                        |
| Fuente ISTAT - elaboración gráfica de Wikipedia                        |